# Hříchy pro diváky detektivek
Hříchy pro diváky detektivek jsou česká TV série režiséra Dušana Kleina z roku 1995; jde o volné pokračování Hříchů pro pátera Knoxe. Deset dílů je tentokrát předtočených a v roli průvodkyně namísto Zlaty Adamovské vystupuje Dagmar Veškrnová, jež vstupuje do děje à la laterna magika a pokládá otázku divákům u obrazovek i spolusedícím ve studiu; též hraje v každém příběhu jinou postavu – dokonce více rolí.

## Obsazení
| Dagmar Veškrnová     | zpěvačka Dáša    |
| Jan Hartl            | komisař Nováček  |
| Jan Kanyza           | major Ragánek    |
| Vladimír Javorský    | nadporučík Lába  |
| Jaroslav Satoranský  | major Brchel     |
| Eliška Balzerová     | Vydrová          |
| Vladimír Dlouhý      | komisař Kolín    |
| Jiřina Jirásková     | Maixnerová       |
| Svatopluk Skopal     | komisař Staněk   |
| Jiří Zahajský        | komisař          |
| Miroslav Táborský    | podporučík Hašek |
| Gabriela Vránová     | Poláková         |
| Jan Šťastný          | poručík          |
| Miroslava Pleštilová | Zuzana           |
| Jiřina Bohdalová     | Ulrychová        |

…a další

## Seznam dílů
1. Piruety smrti
2. Každej vraždí, jak umí
3. Poslední varování
4. Diskrétní vražda
5. Vrah přichází včas
6. Computer baby
7. Noční stín
8. Smrt na inzerát
9. Pravdivá lež
10. Případ konstruktivní pesimistky